# 9414 Masamimurakami
9414 Masamimurakami eller 1995 UV4 är en asteroid i huvudbältet som upptäcktes den 25 oktober 1995 av den japanska astronomen Takao Kobayashi vid Ōizumi-observatoriet. Den är uppkallad efter Masami Murakami.
Asteroiden har en diameter på ungefär 12 kilometer.